# Maiolati Spontini
Maiolati Spontini är en ort och kommun i provinsen Ancona i regionen Marche i Italien. Kommunen hade 6 201 invånare (2018).